# São Pedro de Alcântara
São Pedro de Alcântara – miasto i gmina w Brazylii, w stanie Santa Catarina. Znajduje się w mezoregionie Grande Florianópolis i mikroregionie Florianópolis.